# Selección de voleibol de Gales
La selección de voleibol de Gales es el equipo nacional de Gales. Se rige por Volleyball Wales y participa en competiciones internacionales de voleibol.

## Jugadores

### Equipo actual
Los siguientes 12 jugadores fueron convocados para el Campeonato de Europa.
| N.º | Nombre           | Club actual              |
| --- | ---------------- | ------------------------ |
| 1   | Thomas Dacey     | Universidad de Essex     |
| 2   | Joseph Dacey     | Cardiff Celts            |
| 3   | Rhys Pegler      | Cardiff Celts            |
| 6   | James Sully      | Cardiff Celts            |
| 7   | Elliot Gregory   | Cardiff Celts            |
| 10  | William Ewings   | Cardiff Celts            |
| 11  | George Howell    | Cardiff Celts            |
| 12  | Jack Hartley     | Cardiff Celts            |
| 13  | Connor Hetherton | Universidad de Worcester |
| 14  | Conor Robins     | Cardiff Celts            |
| 15  | Frazer Greogry   | Cardiff Celts            |
| 16  | Shaun Perry      | Universidad de Worcester |

### Llamados recientes
Las llamadas recientes también incluyen:
| N.º | Nombre             | Club actual       |
| --- | ------------------ | ----------------- |
| 1   | Adam Sully         | Cardiff Celts     |
| 8   | Michael Bryan      | Wessex Volleyball |
| 10  | Samuel Sharp       | Cardiff Celts     |
| 11  | Thomas Falkner-Ham | Cardiff Celts     |

## Selección de voleibol sub-21 de Gales
| N.º | Nombre             | Club actual       |
| --- | ------------------ | ----------------- |
| 1   | Adam Sully         | Cardiff Celts     |
| 2   | Benjamin Cosgrove  | Cardiff Celts     |
| 3   | Benjamin Wakefield | Cardiff Celts     |
| 4   | Jacob Hill         | Cardiff Celts     |
| 5   | Joseph Jones       | Cardiff Celts     |
| 6   | Mason Drew         | Cardiff Celts     |
| 7   | Matthew Monckton   | Cardiff Celts     |
| 8   | Michael Bryan      | Wessex Volleyball |
| 9   | Rhys Bartlett      | Cardiff Celts     |
| 10  | Samuel Sharp       | Cardiff Celts     |
| 11  | Thomas Falkner-Ham | Cardiff Celts     |
| 12  | William Sharp      | Cardiff Celts     |